# Hellen Jemaiyo Kimutai
Hellen Jemaiyo Kimutai, née le 28 décembre 1977, est une athlète kényane.

## Carrière
Hellen Jemaiyo Kimutai est médaillée d'or du 1 500 mètres et du 3 000 mètres aux Championnats d'Afrique junior 1995. 
Elle remporte le 20 km de Paris en 2000, le Marathon de Hambourg en 2003, le Marathon de Milan en 2005, le Marathon de Vienne en 2010 et le Marathon de Rome en 2012. Elle termine neuvième du marathon féminin aux championnats du monde d'athlétisme 2005.